# Madjid Fahem
Madjid Fahem (Mantes-la-Jolie, cerca de París, circa 1973) es un guitarrista de rock francés de origen argelino.

## Biografía
De adolescente, más precisamente a los 16 años, tomó una vieja guitarra acústica de su padre y empezó a tocar con sus tíos. Desde ahí no volvió separarse de ese instrumento. Integró varios grupos locales antes de unirse en el año 2000 al grupo Radio Bemba, que acompaña al cantautor Manu Chao. Participó en el primer disco homónimo del grupo catalán La Kinky Beat en 2004. 
Es conocido por sus solos de fuego, incluyendo la versión en vivo de «Desaparecido». Toca una Gibson SG para las pistas eléctricas, o una guitarra clásica para las canciones que suene rumba o tradicional.
Se encuentra en el DVD de Radio Bemba, lanzado en 2002 y los diversos discos de Colifata que participa como músico, así como Manu Chao. Por último, Madjid estuvo involucrado en el desarrollo del último disco de Manu Chao, La Radiolina de 2007.
Además de Manu Chao, Fahem ha colaborado en más de quince producciones discográficas de diversos artistas.